# Mont Haku (Hyōgo)
Pour l’article homonyme, voir Mont Haku.
Le mont Haku (白山, Haku-san) est une montagne située dans la ville de Nishiwaki, préfecture de Hyōgo au Japon. C'est une des « 50 montagnes de Hyōgo ».
Le mont Haku est une montagne des monts Chūgoku. Le nom « Hakusan » est celui d'un sanctuaire, le Hakusan-gongen, anciennement installé au sommet de la montagne. Le Hakusan-gongen était une branche d'une secte shinto dont le centre se trouvait au sommet du mont Haku homonyme, à la limite des préfectures d'Ishikawa, Fukui et Gifu. Le mont Haku était le centre du shugendō dans cette région et le Sogon-ji au pied de la montagne un lieu de culte pour cette montagne.